# Alainosquilla foresti
Alainosquilla foresti is een bidsprinkhaankreeftensoort uit de familie van de Alainosquillidae. De wetenschappelijke naam van de soort is voor het eerst geldig gepubliceerd in 1991 door Moosa.